# Master of Illusion
Master of Illusion är det brittiska power metal-bandet Power Quests fjärde studioalbum. Det gavs ut 2008 av skivbolaget Napalm Records och i Japan av Avalon.
Det blev det sista med sångaren Alessio Garavello, gitarristen Andrea Martongelli, basisten Steve Scott och trummisen Francesco Tresca, som alla lämnade bandet året efter. Gästmusiker på skivan var bland andra den grekiske keyboardisten Bob Katsionis (ex-Firewind), norske gitarristen Jørn Viggo Lofstad (Pagan's Mind) samt den brasilianske gitarristen Bill Hudson (NorthTale, ex-U.D.O., ex-Cellador). Den senare skulle under en kort period bli fast medlem i bandet.
Albumet spelades in, mixades och mastrades i flera olika studios i England och Italien.

## Låtlista
1. "Cemetery Gates" – 3:58
2. "Human Machine" – 5:31
3. "Civilised?" – 5:17
4. "Kings of Eternity" – 4:52
5. "Master of Illusion" – 5:53
6. "The Vigil" – 4:27
7. "Save the World" – 6:06
8. "Hearts and Voices" – 4:23
9. "I Don't Believe in Friends Forever" – 4:28
10. "Never Again" – 4:58

Bonusspår på japanska utgåvan
1. "Reckoning Night" (Megadeth-cover) – 4:04

## Medverkande
Musiker
- Alessio Garavello – sång
- Andrea Martongelli – gitarr
- Steve Scott – basgitarr
- Steve Williams – keyboard
- Francesco Tresca – trummor

Bidragande musiker
- Bill Hudson - gitarr
- Jørn Viggo Lofstad - gitarr
- Richard West - keyboard
- Bob Katsionis - keyboard
- Chris Neighbour - sång

Produktion
- Nick Savio – producent, studiotekniker, mixning
- Richard West – producent, studiotekniker
- Steve Williams – producent
- Rob Aubrey - mastering
- Felipe Machado Franco - albumkonst